# مرقد سلطان مير أحمد
مرقد سلطان مير أحمد (بالفارسية: امامزاده سلطان میراحمد) هو مرقد شيعي تاريخي يعود إلى السلالة الصفوية، ويقع في كاشان.